# Vernalossom
Vernalossom Co., Ltd. (株式会社Vernalossom Kabushiki-gaisha Vernalossom), trước đây là AKS Co., Ltd. (株式会社AKS Kabushiki-gaisha AKS) là một công ty quản lý nghệ sĩ của Nhật Bản, trụ sở ở Tokyo, Nhật Bản. Các lĩnh vực hoạt động của công ty bao gồm âm nhạc, phim ảnh và sản xuất buôn bán.
Vernalossom hiện đang quản lý các nhóm nhạc thần tượng AKB48 Group.
AKB48 hoạt động theo hệ thống "trao đổi". Tất cả các thí sinh vượt qua vòng audition sẽ ký hợp đồng với AKS trong một khoảng thời gian. Sau khi bắt đầu sự nghiệp với vai trò một thành viên nhóm nhạc, các nghệ sĩ sẽ nhận được một lời mời ký hợp đồng từ công ty khác sau một khoảng thời gian đã xác định. Hệ thống này được thực hiện cho đến thế hệ thứ 10. Các thành viên thế hệ tiếp theo sẽ được trực tiếp quản lý bởi AKS (hiện là Vernalossom).
Năm 2019, Akimoto Yasushi không còn là thành viên của AKS nữa và chỉ tham gia với vai trò sáng tác.
Năm 2020, AKS đổi tên thành Vernalossom, sau đó sẽ thành lập 3 công ty khác để quản lý AKB48, HKT48 và NGT48, chỉ quản lý 7 nhóm chị em quốc tế là JKT48, BNK48, MNL48, SGO48, AKB48 Team SH, AKB48 Team TP, CGM48 